# Схватка (телесериал)
«Схватка» (англ. Damages) — американский телесериал с Гленн Клоуз в главной роли, вышедший на экраны в 2007 году на кабельном канале FX.

## Сюжет
Эллен, умная и талантливая выпускница юридической школы, становится помощником Пэтти Хьюз, самой «зубастой акулы» среди адвокатов, которая занимается делами только с очень крупными ставками. Но спустя некоторое время Эллен понимает, что наняли её не только благодаря хорошему аттестату. Когда Пэтти решает подать иск против влиятельного миллиардера по имени Артур Фробишер, она ставит под угрозу не только собственную жизнь, но и благополучие Эллен и её родных…

## Персонажи и исполнители
- Пэтти Хьюз (Гленн Клоуз) — безжалостная, беспринципная и очень умная глава одной из влиятельнейших юридических фирм Нью-Йорка «Хьюс и партнеры». Замужем, имеет сына.
- Эллен Парсонс (Роуз Бирн) — молодая перспективная выпускница юридической школы. Устроилась на работу к Петти, собирается замуж за Дэвида.
- Дэвид Конор (Ной Бин) — жених Эллен, врач, работает в больнице.
- Кетти Конор (Анастасия Гриффит) — сестра Дэвида, профессиональный повар. Артур Фробишер является её инвестором. Его деньги позволили Кетти открыть собственный ресторан.
- Артур Фробишер (Тед Дэнсон) — бизнесмен, женат имеет двоих детей. Ответчик в деле Петти Хьюз.
- Том Шейз (Тейт Донован) — адвокат, партнёр Пэтти.

## Первый сезон
Фирма «Хьюс и партнеры» занимается иском против Артура Фробишера (Тед Денсон) — миллиардера, который разорил пять тысяч своих сотрудников, заставив их вложить деньги в заведомо убыточную компанию. Петти грозится уничтожить Фробишера, и ничто не может встать у неё на пути. Интриги, манипуляции, подкуп, шантаж, убийства — стоит ли все это того, чтобы выиграть дело? Эллен узнает, что сестра Дэвида, Кетти, связана с Фробишером. Однако вовлечение Кетти в дело становится все более опасно для них троих. 
 Пять месяцев спустя Дэвид найден убитым в квартире. Эллен обвиняется в убийстве. Но так ли все просто?..

## Второй сезон
Петти получает от давнего знакомого странные документы и сначала не подозревает, что это только вершина айсберга. Эллен помогает ФБР посадить Петти в тюрьму и в то же время помогает Петти в схватке с могущественными боссами от энергетики.
Полгода спустя Петти приходит к Эллен. Она не знает, что это ловушка и ФБР ведет съемку их разговора. Эллен стреляет……

## Третий сезон
Снова Петти Хьюз и её партнер по юридической фирме Том Шейз получают крупное дело — иск о невиданной махинации на бирже. Тысячи обманутых вкладчиков ждут правосудия. Где-то спрятаны огромные деньги, и Петти, Том и Эллен Парсонс вступают в схватку с жестоким миром наживы. В схватку, которая будет стоить жизни в том числе и одному из них…

## Четвёртый сезон
В четвёртом сезоне Эллен и Петти оказываются втянутыми в борьбу против военного подрядчика Говарда Эрикссона (Джон Гудмен). Он сделал состояние на сотрудничестве с американским правительством в поставках для вооруженных сил в Афганистан. Кроме того, Эрикссон находится под покровительством высших эшелонов власти в Вашингтоне. Эллен и Петти пытаются разоблачить коррумпированного работодателя и его дела на Ближнем Востоке.

## Пятый сезон
В пятом сезоне основное внимание сосредотачивается на прозрачности правительственных и корпоративных дел и на том, как получают информацию о таких делах и как её используют. Кадры флешбеков, которые присутствуют в каждом сезоне, показывают тело Эллен, лежащее в переулке, как если бы она упала с крыши.
После четырёх сезонов профессиональных и личностных манипуляций и обманов пятый сезон готовит почву для окончательного выяснения отношений между Пэтти и Эллен. В сюжетной линии вдохновленный информатором и основателелем сайта Wikileaks Джуллианом Ассанджем, Ченнинг Макларен (Райан Филипп) изображает компьютерного эксперта и основателя сайта McClarenTruth.org, посвящённого государственной и корпоративной прозрачности. В рекламном интервью один из исполнительных продюсеров телесериала использует фразу «свободно вдохновлён», однако в той же части интервью Филип говорит, что он изучил все материалы, до которых смог добраться, как до так и после получения им этой роли.

## Награды и номинации
Шоу в 2008 году было номинировано на «Эмми» в категории Лучший драматический сериал. В целом сериал получил 19 номинаций на «Эмми», четыре из которых выиграл. Гленн Клоуз в 2008 и 2009 годах выиграла премии «Эмми» в категории Лучшая женская роль в драматическом сериале. В 2008 году Клоуз также получила награду «Золотой глобус» как лучшая драматическая актриса в сериале.

## Рейтинги
Премьера сериала 24 июля 2007 года привлекла 3.7 млн зрителей, а в общей сложности с DVR просмотрами более 5 млн в вечер премьеры. Однако, аудитория значительно снизилась за первый сезон, частично из-за слишком сложной для рядового зрителя манеры повествования сюжета с флешбеками во времени.
Второй сезон привлек всего 1,7 млн зрителей, даже несмотря на победы на престижных церемониях. Несмотря на низкие рейтинги, канал продлил шоу на третий сезон.
Премьера третьего сезона собрала жалкие 1.4 млн зрителей. В течение сезона число зрителей уменьшалось, достигнув минимума в размере 650 тыс. в середине сезона. Финал привлек менее миллиона зрителей.
Из-за низких рейтингов и высокой стоимости производства многие предрекали закрытия шоу после трех сезонов. Тем не менее, Sony достигли соглашения с DirecTV. Инсайдеры предполагали, что медиамагнаты поделят стоимость шоу, но в конечном счете DirecTV выкупил сериал и продлил его на четвёртый и пятый сезоны.